# Formica subnitens
Formica subnitens es una especie de hormiga del género Formica, familia Formicidae. Fue descrita científicamente por Creighton en 1940.
Se distribuye por Canadá y los Estados Unidos. Se ha encontrado a elevaciones de hasta 2680 metros. Vive en microhábitats como rocas, piedras, nidos, montículos y forraje.